# Armée co-belligérante italienne
Pour les articles homonymes, voir Armée du Sud (homonymie).

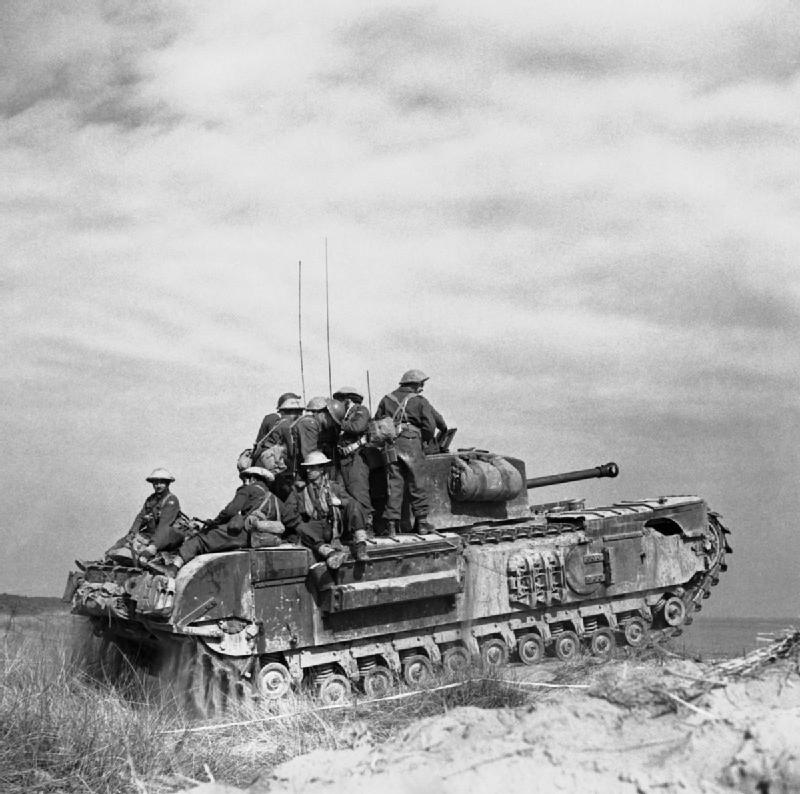
Char Churchill de l'armée co-belligérante italienne, au nord de Casal Borsetti, 2 mars 1945.

À la suite de l'armistice de Cassibile de septembre 1943, l'ancienne armée royale est scindée en deux: d'une part, l'armée co-belligérante italienne (Esercito Cobelligerante Italiano, appelée aussi Esercito del Sud, Armée du Sud), qui combat aux côtés des Alliés,
et d'autre part, l'armée nationale républicaine, qui, avec la RSI de Saló, est aux côtés des forces de l'Axe.
L'armée co-belligérante a une composante navale, la Marine co-belligérante, et 
une composante aéronautique, l'Aéronautique co-belligérante.
| Période           | État                        | Armée                        | Terre                        | Mer                          | Air                            |
| ----------------- | --------------------------- | ---------------------------- | ---------------------------- | ---------------------------- | ------------------------------ |
| Avant l'armistice | État fasciste               | Armée royale                 | Armée royale                 | Marine royale                | Regia Aeronautica              |
| après l'armistice | Royaume d'Italie            | Armée co-belligérante        | Armée co-belligérante        | Marine co-belligérante       | Force aérienne co-belligérante |
| après l'armistice | République fasciste de Saló | armée nationale républicaine | armée nationale républicaine | armée nationale républicaine | armée nationale républicaine   |

L'armée co-belligérante italienne est le résultat de l'armistice allié avec l'Italie le 8 septembre 1943 ; le roi Victor Emmanuel III rejeta Benito Mussolini comme Premier ministre en juillet 1943 à la suite de l'invasion alliée du sud de l'Italie, et nomma le maréchal d'Italie (Maresciallo d'Italia) Pietro Badoglio à la place, qui aligna ensuite l'Italie avec les Alliés pour combattre les forces de la République sociale et ses alliés allemands dans le nord de l'Italie.
L'armée co-belligérante italienne déploya entre 266 000 et 326 000 soldats dans la campagne d'Italie, dont 20 000  étaient des troupes de combat et entre 150 000 et 190 000 étaient des troupes auxiliaires et de soutien, ainsi que 66 000 personnes impliquées dans le contrôle du trafic et la défense des infrastructures
.
Dans l'ensemble, l'armée co-belligérante italienne représentait 1/8 de la force combattante et 1/4 de la force totale du 15e groupe d'armées des forces Alliées.

## Armée italienne
En 1946, le royaume d'Italie devint la République italienne. De la même manière, ce qui avait été l'armée royaliste co-belligérante devint simplement l'armée de terre italienne (Esercito Italiano).

## Pertes
Le corps de libération italien a subi 1 868 tués et 5 187 blessés pendant la campagne d'Italie; les divisions auxiliaires italiennes ont perdu 744 hommes tués, 2 202 blessés et 109 disparus. Certaines sources estiment à 5 927 le nombre total de membres des forces régulières italiennes tués du côté allié.

## Membres célèbres
- Carlo Azeglio Ciampi, président de la République italienne de 1999 à 2006.
- Eugenio Corti
- Giovanni Messe
- Gianni Agnelli
- Valerio Zurlini
- Clemente Primieri (it)
- Umberto Utili (it)